# Francisco Javier de Elío
Francisco Javier de Elío e Olóndriz (Pamplona, 5 de março
de 1767 - Valência, 4 de setembro de 1822) foi um militar espanhol, comandante geral e governador de Montevidéu em 1805, da ilha de Leão em 1812 e último vice-rei do Rio da Prata em 1810, cargo designado pelo Conselho de Regência que só exerceu sobre uma pequena parte, na Banda Oriental. General em chefe dos exércitos da Catalunha e Valência, cavaleiro grã-cruz das ordens de Carlos III (1819), de Isabel a católica, de São Hermenegildo e  grã-cruz laureada de São Fernando.
Foi posteriormente um dos principais responsáveis pela repressão absolutista depois da restauração no trono de Fernando VII, sendo capitão-general de Valência. Em 1822 foi acusado de participar de um motim de artilheiros de caráter absolutista contra o Governo liberal estabelecido depois da Revolução de 1820 e condenado à morte, sentença que se executou às dez da manhã do 4 de setembro no Campo da Liberdade.
Filho de Andrés de Elío e Robles Espalhe (n. Elío, Ciriza, Navarra, 1709) coronel do Exército, governador da cidade de Pamplona e auditor da Câmara de Comptos de Navarra; e de María Bernarda de Olóndriz e Echaide, natural de Ponte a Rainha em Navarra.

## Governador de Montevidéu
Francisco Javier de Elío era governador de Montevidéu desde 1807 e em 1809, mediante um cabildo aberto, organizou a Junta de Montevidéu, uma Junta de Governo independente da autoridade vice-real, ocupada por Santiago de Liniers em Buenos Aires. Governou a Banda Oriental.
O comerciante espanhol estabelecido em Buenos Aires Martín de Álzaga e seus seguidores, fizeram estoirar uma assonada com o objetivo de forçar a renúncia de Liniers. Em 1 de janeiro de 1809 um cabildo aberto exigiu a renúncia do vice-rei Liniers e designou uma Junta a nome de Fernando VII, presidida por Álzaga; parte das milícias espanholas apoiaram a rebelião, os terços de galegos, bascos e catalães. As milícias crioulas encabeçadas por Saavedra e o terço de andaluzes, rodearam a praça provocando a dispersão dos insurgidos.
Os cabeças foram exilados e os corpos militares insurgidos foram dissolvidos. Como consequência, o poder militar ficou em mãos dos crioulos que tinham sustentado Liniers, e se acentuou a rivalidade entre crioulos e espanhóis peninsulares.
Os responsáveis pelo complô, exilados em Carmen de Patagones, foram resgatados por De Elío e levados a Montevidéu.
Os acontecimentos da Revolução de Maio na Semana de Maio decorrida entre o 18 de maio de 1810, quando se reuniram os primeiros grupos revolucionários, até o 25 de maio desse ano, data de posse da Primeira Junta, o primeiro governo rioplatense eleito sem intervenção da Espanha, possibilitaram a De Elío a continuação de sua atitude rebelde, agora justificada pela decisão sediciosa de Buenos Aires para a coroa espanhola.

## Vice-rei em Montevidéu
Em 1810 a Junta de Cádiz nomeou-o vice-rei do Rio da Prata, pelo qual tentou ser admitido pelo Cabildo de Buenos Aires, que não reconheceu sua autoridade, pelo que se instalou em Montevidéu se proclamando vice-rei com sede na cidade.
Em 19 de janeiro de 1811, De Elío declarou Montevidéu capital do vice-reino e assumiu ali como vice-rei do Rio da Prata — cargo para o que foi nomeado pelo Conselho de Regência em 31 de agosto de 1810— mas o doutor Miguel Mariano de Villegas como síndico do Cabildo de Buenos Aires e assessor privado de governo, em representação da Junta Grande das Províncias Unidas do Rio da Prata, assinou em 22 de janeiro do citado ano a nota em que formalmente se recusou a reconhecê-lo como vice-rei.
Pouco tempo depois, a população rural da Banda Oriental também recusou sua autoridade em 27 de fevereiro, fato que conhecer-se-ia como Grito de Ascencio que foi comandado por Pedro José Vieira e Venâncio Benavides.
Em 18 de maio desse ano, José Gervasio Artigas derrotou na batalha de Las Piedras ao chefe realista José Posadas; a batalha das Pedras, que constituiu o primeiro triunfo importante das forças revolucionárias contra o Império espanhol.
Francisco Javier de Elío, tinha designado ao capitão de fragata José Posadas como chefe das forças regulares. Posadas instalou seu quartel general em San Isidro das Pedras, para livrar ali um confronto decisivo contra os revolucionários. José Artigas localizou-se na vila de Nossa Senhora de Guadalupe dos Canelones. Os orientais apoiados pela Primeira Junta portenha chegaram a conformar um exército de mil homens, enquanto as milícias de Posadas estavam constituídas por 1230 efetivos, das quais para perto de duzentas passaram para o lado de Artigas no meio do fragor da luta.
A derrota foi decisiva, ficando De Elío sozinho com o controle da Colônia do Sacramento e a sitiada cidade de Montevidéu.
Não obstante o triunfo revolucionário, em 20 de outubro de 1811 De Elío e o governo de Buenos Aires assinaram um armistício que devolvia ao controle espanhol a Banda Oriental e as vilas de Gualeguaychú, Gualeguay e Concepção do Uruguai, o que produziu o início dos conflitos entre Buenos Aires e Artigas. Os espanhóis abandonaram o estabelecimento Solidad, nas ilhas Malvinas em 1811 por ordem de De Elío. O vice-rei De Elío regressou a Espanha em 18 de novembro de 1811, renunciando a seu cargo de vice-rei em janeiro de 1812.
Em sua reforma do dia 4 de dezembro de 1812, na qual reduzem os exércitos de Espanha de seis a quatro de operações e dois de reserva, o Conselho de Regência distribui os comandos dos respectivos generais em chefe e capitanias generais, De Elío foi nomeado general em chefe do Exército segundo, de Valência, Múrcia e Castela-a-Nova, e, a partir de 6 de janeiro de 1813, capitão general dos Reinos de Valência e de Múrcia. Durante seu mandato, sitiou-se e recuperou dos franceses os castelos de Morella em novembro e Dénia em 7 de dezembro.

## Capitão General de Valência
O rei de Espanha Fernando VII voltou do exílio francês em 1814 e cruzou a fronteira em 24 de março. Chegou o momento da verdade com respeito à Constituição de 1812. De acordo com os decretos das Cortes, não reconhecer-se-ia por livre ao rei nem, por tanto, prestar-se-lhe-ia obediência, até que prestasse o juramento prescrito pelo artigo 173 da Constituição.
Fernando VII negou-se a seguir a rota para Madri marcada pela Regência e entrou em Valência a 16 de abril. Aí esperavam-lhe duas pessoas: um representante da Regência com o texto da Constituição e um deputado absolutista com um manifesto absolutista assinado por 69 deputados, o chamado Manifesto dos Persas. O 17 de abril, o general De Elío convidou ao monarca a recobrar seus direitos, pondo suas tropas a disposição do soberano, o que alguns têm considerado o primeiro pronunciamento da história contemporânea de Espanha.[cita [carece de fontes?]
Em 1815 tinha atingido o grau de tenente-general.
Depois do complô liderado pelo coronel Joaquín Vidal em 1818, De Elío ordenou a execução de dezenove dos implicados e ao restabelecer-se a Constituição de Cádiz de 1820, foi demitido da capitania general. Mais tarde, acusado em 1822 pelas autoridades constitucionais de instigar um dos motins militares dos absolutistas, se ordenou sua execução no garrote vil.
Num "decreto real" do 20 de novembro de 1823, Fernando VII cria o Marquesado da Lealdade a favor do primogénito de De Elío. Entre outras considerações, o decreto acrescenta por "vontade" do rei de que "o escudo de armas da família se aumente um quartel, e em seu centro se coloque uma coroa Real, e embaixo dela as letras F. L. H., como iniciais de fidelidade, lealdade, honra".

## Ligações externos
- Biografia de Francisco Javier de Elío
- Emilio La Parra López, Predefinição:Enlace roto, Revista de Libros, 160, abril de 2010.

Predefinição:Sucesión
| Antecessor: Baltasar Hidalgo de Cisneros | Virrey del Río de la Plata 1810-1811 | Sucessor: Gaspar de Vigodet (como capitão-general e governador) |